# Мурдханья тхакараму

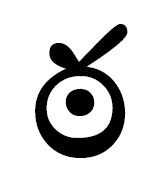
Мурдханья тхакараму

Мурдханья тхакараму (ఠ, телугу మూర్ధన్య ఠకారము ; Усиленная (головная) тхакараму) — тха, буква слогового алфавита телугу из группы мурдханья таварга, обозначает придыхательный ретрофлексный переднеязычный глухой взрывной согласный [ṭh]. В названии కారం (cāram) означает буквально «буква», «-му» — суффикс существительного, опускаемый в санскрите, но обязательный в телугу. ఠ — единственная согласная буква в телугу, маркировка придыхания в которой выполнена не подстрочным знаком, а точкой. Произносится как «тха» в английском слове «ломовая лошадь», cart-horse. Символ юникода — U+0C20.

## Лигатуры
Надстрочный знак талакатту (в виде «✓») является частью буквы и обозначает слог, в котором слышится гласная «а». Слоги с другими гласными обозначаются лигатурами:
| అ | ఆ | ఇ | ఈ | ఉ | ఊ | ఋ | ౠ | ఌ | ౡ | ఎ | ఏ | ఐ | ఒ | ఓ | ఔ | అఁ | అం | అః | без гласной |
| - | - | - | - | - | - | - | - | - | - | - | - | - | - | - | - | - | - | - | ----------- |
| ఠ | ఠా | ఠి | ఠీ | ఠు | ఠూ | ఠృ | ఠౄ | ఠౢ | ఠౣ | ఠె | ఠే | ఠై | ఠొ | ఠో | ఠౌ | ఠఁ | ఠం | ఠః | ఠ్           |

Для обозначения двойных согласных буква записывается в подстрочной форме ్ఠ: క్ఠ — «ктха», ట్ఠ — «ттха (ṭṭha)», ఠ్ఠ — «ṭhṭha».